# Mason Hammond
Mason Hammond (* 14. Februar 1903 in Boston; † 13. Oktober 2002 in Cambridge, Massachusetts) war ein US-amerikanischer klassischer Philologe und Historiker. Er war von 1950 bis 1978 Pope professor of the Latin language and literature in Harvard.

## Leben
Hammond studierte in Harvard, wo er das Baccalaureat summa cum laude abschloss. Als Rhodes-Stipendiat setzte er sein Studium in Oxford fort. 1928 ging er als Dozent nach Harvard. Während des Zweiten Weltkriegs diente er als Verbindungsoffizier bei den United States Army Air Forces in Europa und sorgte für den Erhalt von Kunstwerken in den besetzten Gebieten.
Nach Kriegsende kehrte Hammond nach Harvard zurück. 1949 wurde er in die American Academy of Arts and Sciences gewählt. 1950 wurde er in Harvard zum Pope professor of the Latin language and literature ernannt. In dieser Zeit war er noch zweimal als Leiter der Abteilung Classics an der American Academy in Rome (1950–1952 und 1955–1957), wo er bereits von 1937 bis 1939 gearbeitet hatte. 1973 wurde er in Harvard emeritiert. Im Ruhestand forschte Hammond besonders zur Geschichte der Universität.
Hammonds größte Leistungen sind seine Arbeiten auf dem Gebiet der Alten Geschichte. Er beschäftigte sich besonders mit der Römischen Kaiserzeit. Seine Monografien The Augustan Principate in theory and practice during the Julio-Claudian era (1933), City-state and world state in Greek and Roman political theory until Augustus (zuerst 1951) und The Antonine Monarchy (zuerst 1959) gelten bis heute als Meilensteine der Forschung. In Anerkennung seiner Verdienste wurden ihm 1987 die Harvard Medal der Harvard Alumni Association und 1994 die Ehrendoktorwürde seiner Universität verliehen.